# パウル・ゲヘープ
パウル・ゲヘープ（Paul Geheeb、1870年10月10日-1961年5月1日）は、ドイツの改革教育者。彼は田園教育塾の最も重要な教育実践家の一人に数えられる。

## 生涯
彼は薬局店主で、有名な苔の研究者だったアーダルベルト・ゲヘープの息子として生まれ、学生時代はギーセン、ベルリン、イェーナで学んだ。彼は数多くの分野の講義を聞き、特に神学、哲学、生理学、精神医学と精神病理学を学んだ。最終的には神学と哲学で大学の卒業試験を終え、高校教師の資格も取得している。
学生時代からゲヘープは、ヘルマン・リーツの知己を得て、ヘルマン・リーツ学校ハウビンダでも働いていた。リーツとの友情を彼は次のように語っている。
「リーツと私の間には直ぐに親密でとても実り多い友情が生まれた。私たちは2人ともヨハン・ゴットリープ・フィヒテの哲学に深く傾倒していたし、理想とする教育観も共通するものがあったからである。私たちは都会暮らしが長く、学生時代の大半、共にベルリンで過ごしていた。共に、世界は100年前といわず、多かれ少なかれ既に堕落していたとの信念を抱き、世界は真の人間性と文明の害悪との反発の中にあると過敏にデリケートになっていたフィヒテ哲学の熱狂的なファンだったのである。」（パウル・ゲヘープ『今日の教育課題の光の中でのオーデンヴァルトシューレ』1930年）
1906年ゲヘープは、リーツと袂を分かち、グスタフ・ヴィネケンと共に自由学校共同体ヴィッカースドルフを創立し、新たな教育的なアイディアを次々に実行に移し始める。しかし、ヴィネケンケンとの協同と長くは続かなかった。1910年ゲヘープは、妻エディス・ゲヘープ・カッシラーと共に古城街道に面したヘッペンハイムにオーデンヴァルトシューレを創立する。この学校は、ゲヘープの運営で、社会的にも好感を持って受け止められ、彼は1934年、彼がドイツを去り、スイスに亡命を余儀なくされるときまでその運営の責任を負っていた。
スイスで彼は、ヴェルソワ（仏: Versoix）にエコール・ド・フマニテという学校を創立した。これは後に、ハスリベルクのゴールダーン(Goldern)にその居を移している。ゲヘープは、この学校を亡くなるまで運営、監督した。

## 著作
- Paul Geheeb: Die Odenwaldschule im Lichte der Erziehungsaufgaben der Gegenwart. 1931. Nachdruck in: Erziehung zur Humanitat. Paul Geheeb zum 90. Geburtstag. Hrsg. von Mitarbeitern der Odenwaldschule. Heidelberg 1960.
- Paul Geheeb: Koedukation als Lebensanschauung. Dieser 1913/14 erstmalig in der Zeitschrift "Die Tat" erschienene Aufsatz wurde wiederabgedruckt in: Erziehung zur Humanitat.
- Paul Geheeb: Psychohygiene in der Odenwaldschule und in der Ecole d`Humanite. In: Maria Pfister (Hrsg.): Geistige Hygiene. Forschung und Praxis. Ammende, Basel 1955.

## 文献
- Martin Naf: Paul und Edith Geheeb-Cassirer. Grunder der Odenwaldschule und der Ecole d'Humanite. Deutsche, Schweizerische und Internationale Reformpadagogik 1910 ? 1961. Beltzverlag, Weinheim und Basel 2006. ISBN 340732071X
- Martin Naf: Paul Geheeb. Seine Entwicklung bis zur Grundung der Odenwaldschule. Deutscher Studien Verlag, Weinheim 1998. ISBN 3-89271-730-3
- Martin Naf: Paul Geheeb (1870-1961). In: Heinz-Elmar Tenorth (Hrsg.): Klassiker der Padagogik. Bd. 2: Von John Dewey bis Paulo Freire. Beck, Munchen 2003. S. 89?98. ISBN 3-406-49441-2
- Buschel, Judith: Edith Geheeb. Eine Reformpadagogin zwischen padagogischem Ideal und praktischem Schulmanagement. Berlin 2004 ISBN 3-89693-401-5
- Schwitalski, Ellen: "Werde, die du bist“ - Pionierinnen der Reformpadagogik. Die Odenwaldschule im Kaiserreich und in der Weimarer Republik. Bielefeld 2004 ISBN 3-89942-206-6
- Hanusa, Barbara: Die religiose Dimension der Reformpadagogik Paul Geheebs. Die Frage nach der Religion in der Reformpadagogik. Leipzig 2006 ISBN 3-374-02430-0
- Walter Schafer: Paul Geheeb. Mensch und Erzieher. Klett, Stuttgart o. J. (1960).
- Dennis Shirley: Politics of Progressive Education: The Odenwaldschule in Nazi Germany. Harvard University Press 1992. ISBN 0674687590 (In English)